# Regel nr. 1
Regel nr. 1 er en dansk film fra 2003. Den er instrueret af Oliver Ussing med manuskript af Morten Dragsted.

## Medvirkende
- Susanne Juhasz
- Mira Wanting
- Thomas Levin
- Nicolas Bro
- Kamilla Bech Holten
- Ali Kazim
- Karen-Lise Mynster
- Lærke Winther Andersen
- Mick Øgendahl

## Anmeldelser
- Berlingske Tidende
- Politiken